# أحمد مساعدية
أحمد مساعدية (15 يونيو 1986 بباتنة في الجزائر - ) هو لاعب كرة قدم جزائري في مركز الهجوم. لعب مع شباب أوراس باتنة وشبيبة القبائل.

## روابط خارجية
- أحمد مساعدية على موقع قاعدة بيانات كرة القدم.إي يو (الإنجليزية)
- أحمد مساعدية على موقع Soccerway.com (الإنجليزية)